# Буревестник (футбольный клуб, Мелитополь)
«Буревестник» (укр. «Буревісник») — бывший футбольный клуб Мелитопольского института механизации сельского хозяйства из города Мелитополь Запорожской области. 4-кратный чемпион Запорожской области, 3-кратный обладатель кубка области. В 1962 году «Буревестник» занял 5-е место на Европейских соревнованиях институтских футбольных сборных команд. В 1963—1966 годах выступал в зоне УССР класса «Б» чемпионата СССР. Второй круг чемпионата 1965 года команда провела под названием «Лиман», а чемпионат 1966 года — под названием «Спартак». По завершении сезона 1966 года команда отказалась от участия во всесоюзных чемпионатах.

Программка к матчу 1964 года «Буревестник»—«Азовсталь». Игра была выиграна «Буревестником» со счётом 4:1.

## История

### Создание команды
Футбольная команда Мелитопольского института механизации сельского хозяйства (МИМСХа) была создана по инициативе студента Соболя, который играл на позиции левого защитника и одновременно исполнял обязанности тренера команды.
Для набора в команду высококлассных игроков много сделал Евсюков, начальник учебной части института и азартный футбольный болельщик. В то время футболисты имели мало возможностей для учёбы, и когда Евсюков предложил игру в «Буревестнике» одновременно с учёбой в МИМСХе, на его предложение откликнулось много сильных футболистов, даже из команд класса «А». Мелитопольские гонцы объездили весь Донбасс, набирая игроков в «Буревестник» среди выпускников школ и студентов техникумов.
Укомплектованная таким образом команда в 1957 году сумела выиграть первенство города, а в 1959 году — первенство Запорожской области, одновременно показывая высокий класс игры во многих товарищеских матчах. Победы молодой команды из малоизвестного в футбольном отношении города для многих были неожиданны.

Недавно ЦСКА гостили в Мелитополе и проиграли местной клубной футбольной команде «Буревестник» со счетом 1:3. Что-то такого города я на карте не видел…
— Вадим Синявский, радиорепортаж о футбольном матче ЦСКА — «Крылья Советов»

### 1962
В 1961 году были организованы Европейские соревнования институтских футбольных сборных команд, на которые была приглашена и сборная СССР. Идею составить сборную из игроков команд класса «А», являющихся студентами институтов, включая Лобановского и Базилевича, не поддержали футбольные клубы. Тогда было принято решение послать от СССР на соревнования одну клубную команду — мелитопольский «Буревестник». Большинство же других участников чемпионата выставили студенческие сборные своих стран.
В начале 1962 г. из Федерации футбола СССР пришла телеграмма: мелитопольский «Буревестник» станет основой для студенческой команды, которая примет участие в первом в истории Европы первенстве континента среди студенческих команд — чемпионов своих стран. В состав команды для «точечного усиления» влились двое студентов: Леонид Клюев, мелитопольский воспитанник, перешедший в начале этого года киевское «Динамо», и Назаров из тбилисского «Буревестника». Спарринг-партнерами в контрольных матчах у них стали не самые слабые команды Высшей лиги чемпионата СССР — московские «Спартак» и «Локомотив», алма-атинский «Кайрат». Ни один из матчей мелитопольцы не проиграли.
Первенство Европы проходило в Бельгии в апреле 1962 года. Как водится, перед отправкой на Запад наших футболистов «инструктировали» чиновники разных рангов. Основной упор делался на поддержание престижа СССР и чести советского спорта. В первенстве участвовали сборные Австрии, Великобритании, Советского Союза, ФРГ, Югославии и хозяев турнира.
Сборные были разделены на 2 группы по 3 команды. Мелитопольцы попала в группу «B» со сборными Бельгии и Югославии. Однако очень быстро выяснилось, что Бельгия и Югославия делегировали на турнир не студенческие, а молодежные сборные, заведомо более сильные, чем студенческие. Причем сборная Югославии была усилена также игроками основной сборной — в частности, единственный гол в наши ворота забил нападающий Петар Радакович, тот самый который забил единственный победный гол в ворота сборной ФРГ в 1/4 финала на чемпионате мира. Это противоречило условиям соревнований. Посольство СССР в Бельгии предложило нашим в знак протеста отказаться от участия в первенстве. Но мелитопольцы решили играть и, несмотря на неравные силы, биться за победу.
Игры с югославами и бельгийцами шли тяжело, и наши футболисты проиграли их с одинаковым счетом 0:1. В итоге команда заняла последнее 3-е место в группе и попала в утешительный раунд на сборную Великобритании. А вот с равными по силе соперником мелитопольцы доказали свое преимущество и обыграли их тоже со счетом 1:0. В результате команда заняла итоговое 5-е место первого первенства Европы среди студенческих команд.
«Более двадцати тысяч русских, которые остались после войны в Бельгии, — рассказывает Анатолий Корженко, — радушно приветствовали нас при встречах на улицах Шарлеруа и Брюсселя. Обнимали нас и плача говорили, что мы пахнем Родиной!»
Основой того состава были: Леонид Клюев из киевское «Динамо», Анатолий Корженко, Валерий Леонидов, Пётр Кривуля, Григорий Вуль, Мустафа Назмутдинов, Вилли Тамбовцев, Анатолий Мельниченко, Анатолий Снисаренко, Леонид Чепурин, Борис Киселев, Владимир Колесник, Владимир Кулинченко, Николай Скрыльник, Павел Костюк и Назаров из тбилисского «Буревестника».

### 1963
«Буревестник» играл против других любительских команд так успешно, что студент В. Белогуб даже опубликовал юмористическое послание мелитопольским болельщикам:

Вам не по сердцу малый счет,

4:0 — для вас немножко.

Мы знаем вас: коль в чашке мед,

То вы попросите и ложку.
— Владимир Белогуб, газета «Радянський степ»
В 1963 году «Буревестник» получил право играть в украинской группе класса «Б» чемпионата СССР по футболу, перейдя таким образом в профессиональный футбол, и болельщики ожидали, что разгромные победы «Буревестника» продолжатся и впредь. Команда действительно прошла чемпионат очень ровно и заняла 4-е место в своей зоне. Самая крупная победа со счётом 6:0 была одержана против сумского «Спартака».

### 1964
Сезон 1964 года в чемпионате СССР сложился для «Буревестника» очень неудачно. В первую очередь, это было связано с отсутствием опытных игроков, которые усиливали игру команды в прошлом году: В. Ткачёва, Н. Гостева, Ю. Розсохача, В. Стрижака. Первый круг чемпионата пропустил также центральный нападающий В.Тамбовцев. В итоге команда заняла 14-е место в зоне.

### 1965
Во время первого круга чемпионата СССР 1964 года финансовые проблемы в городском обществе «Буревестник» поставили дальнейшее существование команды под угрозу. Поэтому команда провела круг неважно, даже несмотря на то, что она была усилена такими игроками, как Николай Коцюбинский, Валерий Киселёв, В. Васильев, В. Литвинов.
Во втором круге команда сменила название на «Лиман», и выступила достаточно успешно, добившись 10 побед и 3 ничьих в 16 встречах. Благодаря успешному второму кругу, в итоге команда оказалась на шестом месте в группе. Вилли Тамбовцев вошёл в число лучших бомбардиров класса «Б» Украины, забив в основной части чемпионата 17 мячей, а вместе со стыковыми играми — 24.

### 1966
В этом сезоне в команду снова вернулся тренер Пётр Тищенко, под руководством которого «Буревестник» уже добивался больших успехов в 1961—1963 годах. Коллектив снова сменил название, и теперь назывался «Спартак».
В течение чемпионата СССР 1966 года в команде играли 29 футболистов, но лишь немногие из них отыграли полный сезон. Молодого игрока Олега Усова, бывшего основным бомбардиром команды в первом круге, во втором круге вернули в запорожский «Металлург». Вилли Тамбовцев за сезон забил всего 6 голов. Другой ветеран команды, Виктор Мельниченко, играл мало и забил только 3 гола. Во втором круге даже пришлось играть второму тренеру команды, Юрию Нестерову, недавнему игроку кировоградской «Звезды». С каждым туром «Спартак» играл всё хуже и хуже, и в итоге занял только 17-е место в зоне.

### Расформирование команды
Проблемы в команде нарастали давно. Практически все деньги, получаемые институтом на развитие спорта, расходовались на содержание одной профессиональной футбольной команды. Футбольный ажиотаж в городе, быстро нараставший в 1957—1963 годах по мере успешных выступлений «Буревестника», стал спадать, когда команда стала играть всё менее выразительно. Когда посещаемость стадиона упала, стало поступать и меньше денег на содержание команды.
В результате в после сезона 1966 года команда отказалась дальше участвовать в чемпионате Украины по классу «Б», а его место было передано команде из Каховки Херсонской области.

## Результаты выступлений

### Чемпионат СССР
| Сезон | Лига      | Место | И   | В  | Н  | П  | М       | О   | Бомбардир                            |
| ----- | --------- | ----- | --- | -- | -- | -- | ------- | --- | ------------------------------------ |
| 1963  | Класс «Б» | 4     | 38  | 14 | 16 | 8  | 38-28   | 44  | В. Мельниченко — 13                  |
| 1964  | Класс «Б» | 14    | 30  | 7  | 11 | 12 | 28-34   | 25  | В. Мельниченко — 9, В. Тамбовцев — 7 |
| 1965  | Класс «Б» | 6     | 32  | 15 | 6  | 11 | 55-51   | 36  | В. Тамбовцев — 17                    |
| 1966  | Класс «Б» | 17    | 38  | 9  | 10 | 19 | 39-54   | 28  | О. Усов — 8                          |
| Всего | Класс «Б» |       | 138 | 45 | 43 | 50 | 160-167 | 133 |                                      |